# FELIDA
FELIDA is een opvangcentrum voor grote katachtigen in Nijeberkoop, Friesland. Het centrum werd eind 1992 geopend. De opgevangen katachtigen komen voornamelijk uit dierentuinen en circussen. Sommige worden overgeplaatst naar het reservaat Lionsrock, in Zuid-Afrika.

## Stichting Pantera (1992-2013)
Het opvangcentrum werd opgericht door Stichting Pantera dat eind 1992 zijn deuren opende voor de opvang van grote katachtigen. Het opvangcentrum richtte zich met name op 'afgedankte' circusdieren. De eerste bewoner was de Siberische tijger Ruby.
De opvang van de leeuw Khai in 1994 leverde klachten en bezwaren van omwonenden op. Het dier zou de omwonenden uit de slaap houden, en omwonenden waren niet overtuigd van de veiligheid van het verblijf. De Raad van State besliste later dat jaar dat de bezwaren over geluidsoverlast niet gegrond waren en handhaafde (voorlopig) de milieuvergunning van het pension. Ook in latere jaren rezen bezwaren tegen de opvang van (grote aantallen) leeuwen, vooral vanwege het 'angstaanjagende' gebrul.

## FELIDA (2013-nu)
Het centrum werd in oktober 2013 overgenomen door stichting Vier Voeters (Four Paws International) en ging verder onder de naam Felida Big Cat Sanctuary. De stichting biedt  onderdak aan enkele grote katachtigen, waaronder een luipaard, leeuwen en tijgers. FELIDA is een tussenstation voor grote katachtigen die voornamelijk uit dierentuinen en circussen komen. Dieren die daar fysiek toe in staat zijn, zullen worden overgeplaatst naar Lionsrock, een reservaat voor grote katachtigen van Vier Voeters in Zuid-Afrika. Dieren die niet overgeplaatst kunnen worden blijven bij FELIDA.

## Vermeende tijgerontsnapping
Op 14 mei 2016 was de roofdierenopvang in het nieuws vanwege de vermissing van twee tijgers. Toen bleek dat de tijgers niet meer in hun verblijf zaten, werden volgens protocol de politie en omwonenden gewaarschuwd. Al snel bleek dat de dieren zich verscholen verderop op het terrein, waarop ze werden verdoofd en teruggebracht naar hun verblijven. Van gevaar voor de omgeving en paniek is nooit sprake geweest, omdat de dieren niet buiten het omheinde terrein van de opvang zijn geweest.